# Nāg Tibba
Nāg Tibba är ett berg i Indien.   Det ligger i distriktet Tehri-Garhwāl och delstaten Uttarakhand, i den norra delen av landet, 230 km norr om huvudstaden New Delhi. Toppen på Nāg Tibba är 3 022 meter över havet, eller 1 235 meter över den omgivande terrängen. Bredden vid basen är 15,8 km.
Terrängen runt Nāg Tibba är bergig åt sydost, men åt nordväst är den kuperad. Nāg Tibba är den högsta punkten i trakten. Runt Nāg Tibba är det ganska tätbefolkat, med 192 invånare per kvadratkilometer. Närmaste större samhälle är Mussoorie, 16,5 km sydväst om Nāg Tibba. I omgivningarna runt Nāg Tibba växer i huvudsak blandskog.